# Neath Port Talbot
Neath Port Talbot (wal. Castell-nedd Port Talbot) – hrabstwo miejskie w południowej Walii. Od wschodu graniczy z hrabstwami miejskimi Bridgend i Rhondda Cynon Taf, od zachodu z miastem Swansea i hrabstwem Carmarthenshire a od północy z hrabstwem Powys.
Głównymi ośrodkami miejskimi na terenie hrabstwa są Neath oraz Port Talbot (siedziba administracyjna).

## Miejscowości
Na terenie hrabstwa znajdują się następujące miejscowości (w nawiasach liczba ludności w 2011):

- Neath (50 658)
- Port Talbot (37 276)
- Pontardawe (12 333)
- Cwmafan (5336)
- Glyn-neath (4278)
- Gwaun-Cae-Gurwen (3084)
- Seven Sisters (2123)
- Resolven (2068)
- Crynant (1602)
- Croeserw (1569)
- Cwmllynfell (1405)
- Blaengwynfi (1362)
- Coedhirwaun (1299)
- Blaengwrach (1141)
- Glyncorrwg (1096)
- Bryn (923)
- Pontrhydyfen (830)
- Dyffryn Cellwen (727)
- Cymmer (544)
- Crymlyn Burrows (303)

## Miasta partnerskie
- Albacete, Hiszpania
- Bagneux, Francja
- Esslingen am Neckar, Niemcy
- Heilbronn, Niemcy
- Piotrków Trybunalski, Polska
- Schiedam, Holandia
- Udine, Włochy
- Velenje, Słowenia
- Vienne, Francja